# HTR-10
Le HTR-10 est un prototype de réacteur à lit de boulets de 10 MW situé à l'université Tsinghua en Chine. La construction du réacteur a commencé en 1995. Il a réalisé sa première criticité en décembre 2000 avant d'être totalement opérationnel en janvier 2003.
Deux réacteurs HTR-PM, des versions améliorées du HTR-10, d'une capacité de 250 MW, ont été installés à la centrale nucléaire de Shidao Bay, près de la ville de Rongcheng dans la province de Shandong et ont réalisé leur première criticité en septembre 2021.